# Општина Бучуми (Салаж)
Бучуми (рум. Buciumi) општина је у Румунији у округу Салаж.
Oпштина се налази на надморској висини од 443 m.